# Petrus Sköld
Petrus Sköld, född 22 augusti 1880 i Norrala socken, Gävleborgs län, död 10 november 1959 i Bollnäs, var en svensk direktör. Han var far till Gunnar Sköld, Birgitta och Margareta Sköld.
Sköld tjänstgjorde som faktor och tryckeriföreståndare och var från 1916 verkställande direktör i Tryckeri AB Ljusnan och ansvarig utgivare av tidningen Ljusnan i Bollnäs. Han var medlem av Publicistklubben från 1924, av Sveriges Tidningsutgivareförening, revisor där, ordförande i dess Gävleborgs-Dalakrets och delegat för underhandlingar beträffande kollektivavtal för typografer 1933 och 1935. 
Sköld var ordförande i Hälsinglands turistförening, Gävleborgs läns hantverksförbund och Bollnäs hantverks- och industriförening, styrelseledamot i Sveriges hantverksorganisation, ledamot av kommunalfullmäktige i Bollnäs köping samt ledamot av kommunala nämnder och kommittéer.
Sköld var Hälsinglands Motorklubbs (HMK) första ordförande från den 19 juni 1921 och tio år framåt.